# Sherborne (stacja kolejowa)
Sherborne – stacja kolejowa w mieście Sherborne w hrabstwie Dorset na linii kolejowej West of England Main Line. Stacja niewyposażona w sieć trakcyjną. 

## Ruch pasażerski
Stacja obsługuje 130 770 pasażerów rocznie (dane za okres od kwietnia 2021 do marca 2022). Posiada bezpośrednie połączenia z Exeterem, Londynem Waterloo i Salisbury. Pociągi odjeżdżają ze stacji w odstępach dwugodzinnych w każdą stronę. 

## Obsługa pasażerów
Automat biletowy, kasa biletowa, przystanek autobusowy, parking na 50 miejsc samochodowych i 10 rowerowych